# Logistisk funktion
Logistisk funktion er en matematisk model for, hvordan en population af eksempelvis bakterier udvikler sig. Logistisk funktion anvendes også til at beskrive, hvordan et områdes indbyggere øges til et en maksimal øvre grænse. (Se den røde graf på fig. 1 - 4). Hver af de fire fig. viser noget karakteristisk for grafer for logistisk funktion.
Den logistiske funktion kan forstås som en eksponentielt voksende funktion med et maksimum, {\displaystyle M}. {\displaystyle M} betegnes også bæreevnen. (Se fig. 3 og fig. 4). Den logistiske funktions graf er opstået ved at "klippe" den eksponentielle funktions graf i stykker og så spejlvende den nederste del af den eksponentielt voksende funktions graf.

## Forskelle på eksponentiel funktion og logistisk funktion
Med eksponentiel funktion forstås en eksponentielt voksende funktion og dens graf.
- Grafen for eksponentiel funktion ikke er symmetrisk, mens grafen for logistisk funktion er symmetrisk. (Se især fig. 2).
- Eksponentiel funktion fortsætter i det uendelige; hvorimod logistisk funktion stopper ved sit maksimum.[8] (Se fig. 3).

## Differentialligningen
Matematisk er forskriften for logistisk funktion den ikke-trivielle løsning til differentialligningen:
{\displaystyle {dy \over dx}=ay(M-y){\text{ , }}a\neq 0,M\neq 0}
Differentialligningen er et andengradspolynomium af {\displaystyle y}. Det ses ved at multiplicere ind i parentesen.

### Variant af differentialligningen
Ved at udskifte {\displaystyle M} med {\displaystyle {b \over a}} og ved at erstatte {\displaystyle {dy \over dx}} med {\displaystyle y'} kan differentialligningen se sådan ud:
{\displaystyle y'=y(b-ay){\text{ , }}a\neq 0}
Differentialligningen har to trivielle løsninger med forskrifterne {\displaystyle y=0} og {\displaystyle y=M}; disse er forskrifter for to vandrette linjer, som er asymptoter til den logisitiske fuktion.

## Forskrift for logistisk funktion
Beviset for, at den logistiske funktions forskrift er løsningen til differentialligningen, kan føres vha. separation af de variable; hvor {\displaystyle g(x)=1}.
Differentialligningens ikke-trivielle løsning har forskriften:
{\displaystyle y={\frac {M}{1+c{\text{e}}^{-a\cdot M\cdot x}}}}

### Variant af forskriften for logistisk funktion
I forskriften for logistisk funktion kan {\displaystyle M} erstattes af brøken {\displaystyle {b \over a}}; hvor der gælder:{\displaystyle \ a\neq 0}
{\displaystyle y={\frac {\frac {b}{a}}{1+c{\text{e}}^{-b\cdot x}}}}
Bemærk, at forskriftens nævner også ændres, når tælleren ændres.

### Om bevis og andet
· Der kan føres bevis for, at forskriften for logistisk funktion er ovennævnte differentiallignings løsning.
· En anden mulighed for at bevise differentialligningens løsning er at anvende substitution: Man kan eksempelvis indføre følgende substitution: {\displaystyle y={1 \over u}} som gælder, for {\displaystyle \ u\neq 0}
Derved kan man omdanne ovennævnte differentialligning til en første ordens lineær differentialligning, som kan løses ved metoden separation af de variable.
· For de viste grafer for logistisk funktion (fig. 1 - 4) gælder, at konstanten {\displaystyle c>0}

## Grafers udseende
Af fig. 1 og fig. 2 fremgår det, at grafer for logistisk funktion kan variere, men der er tale om varianter af den samme skabelon. Grundlæggende har hver graf symmetri og to vandrette asymptoter. En grafs S-form kan være mere eller mindre tydelig: En graf kan være langstrakt (se fig. 2) eller klumpet sammen (se fig. 1).

### S-form og symmetri
Grafen for logistisk funktion er en S-formet kurve (se fig. 1), som er symmetrisk (se fig. 2).
Grafen er symmetrisk omkring punktet {\displaystyle (x_{n},{M \over 2})} og væksthastigheden er størst for {\displaystyle y={M \over 2}}

### To vandrette asymptoter
Man ser, at grafen for logistisk funktion har to vandrette asymptoter:
- Den øverste asymptote er {\displaystyle y=M} (se den grønne vandrette linje på fig. 4)
- Den nederste asymptote er {\displaystyle y=0} (altså {\displaystyle x}-aksen, som er vandret.) Se den gule vandrette linje på fig. 4

## Karakteristik af logistisk funktion
Man inddeler logistisk funktion i tre faser:
1. Den langsomt voksende start-fase, som er næsten vandret.
2. Den hurtigt voksende midt-fase, som er næsten lodret. (Det ses bedst på fig. 1)
3. Den langsomt voksende slut-fase, som er næsten vandret.

Dette eksempel tager udgangspunkt i bakterier, som vokser i laboratoriets petriskål:
1. I starten er der kun få bakterier, så de formerer sig kun langsomt. Dette ses på grafen ved at grafen er meget tæt på {\displaystyle x}-aksen (som markerer den nederste vandrette asymptote).
2. I midten af forløbet er der flere bakterier, så de kan formere sig hurtigere. Dette ses på grafen som det næsten lodrette stykke.
3. I slutningen af forløbet bliver mangel på plads[23] og mangel på føde til problemer for bakteriernes vækst. Forurening er også et problem. Dette ses på grafen, ved at grafen er meget tæt på maksimum {\displaystyle M} (som markerer den øverste vandrette asymptote).

For eksemplet med baktier er differentialligningen typisk: {\displaystyle {dn \over dt}=c\cdot n\cdot (M-n)}
hvor brøken {\displaystyle {dn \over dt}} betegner bakteriernes væksthastighed. Væksthastigheden er proportional med differencen mellem maksimum {\displaystyle M} og antallet af baktier {\displaystyle n}. Konstaten {\displaystyle c} er proportionalitetsfaktor.
Differentialligningen, som beskriver bakteriernes vækst, har den ikke-trivielle løsning:
{\displaystyle n(t)={\frac {M}{1+k\cdot {\text{e}}^{-c\cdot M\cdot t}}}}
hvor {\displaystyle k} er en konstant, som man kan beregne, hvis man kender de andre værdier, som forekommer i løsningsformlen.

### Logistisk funktion kan bl.a. anvendes til at beskrive, hvordan
- en population af bakterier, mus[25] eller andre dyr[26] som formerer sig[23] men typisk med ændrende væksthastigheder.[27]
- et hvirveldyr[28] vokser.[29]
- et områdes indbyggertal[30] udvikler sig[31] over lang tid.[32]

Kort sagt anvendes logistisk funktion i både biologi og demografi.

## Ophavsmand
Den logistiske funktion blev introduceret af den belgiske matematiker Pierre François Verhulst (1804 - 1849) i perioden 1838 - 1847.

## Logistisk regression
Logistisk regression er en type regression, som estimerer, hvor godt parametre passer med logistisk funktion.

## IT-afsnit
Som en del af Edge browser kan MS Copilot bevise den logistiske differentiallignings løsningsformel, hvis man promter: bevis den logistiske differentiallignings løsningsformel ved metoden separation af variable med forklaringer undervejs med dy/dx = y(b-ay).

### Bøger
- Carstensen, Jens & Frandsen, Jesper (1985): Matematik 2 - Matematik for gymnasiets matematisk-fysiske gren. Forlaget Systime, Herning. ISBN 87-7351-287-7
- Jessen, Claus m.fl. (1995): Differentialregning: gymnasiematematik, obligatorisk niveau. Matematik - tanke, sprog og redskab. København, Gyldendal Undervisning. ISBN 87-00-19936-2
- Hebsgaard, Thomas m.fl. (1995): Matematik højniveau 2: integralregning og differentialligninger. Forlaget Trip, Vejle. ISBN 87-88049-17-5
- Touborg, Jens Peter (red.) (1995): Eksamensopgaver i matematik: gymnasiet: matematisk linje, højt niveau. Matematiklærerforeningen, København. ISBN 87-89229-76-2